# Fluoruro de potasio
Fluoruro de potasio es el compuesto químico con la fórmula KF. Después del ácido fluorhídrico, KF es la fuente más grande del ion de flúor para aplicaciones de manufactura y en química. Es un compuesto iónico y ocurre naturalmente en el mineral raro carbobita. Soluciones acuosas de fluoruro de potasio atacaran el vidrio, debido a la formación de fluorosilicatos, aunque el ácido fluorhídrico es más efectivo.

## Consideraciones de seguridad
El fluoruro de potasio es muy peligroso, es un compuesto inorganico. Como cualquier otra fuente de ion de flúor, F−, KF es venenoso, aunque dosis letales se aproximan a varios gramos en humanos. Es nocivo por inhalación e ingestión. Es altamente corrosivo, y puede causar quemaduras severas al contacto con la piel.